# DigiListan
DigiListan é um programa de rádio sueco no rádio SR P3 que exibe os principais singles vendidos eletronicamente para computadores, telefones celulares e outros tipos de media players na Suécia. As estatísticas são criadas usando o Nielsen SoundScan.
O programa foi ao ar em janeiro de 2007.